# The Slim Shady Show
The Slim Shady Show fue una serie de dibujos animados cómica transmitida en internet, lanzada posteriormente en DVD. Cada episodio tardó aproximadamente 5 minutos de duración. La serie se centró en los alter ego del rapero estadounidense Eminem: Slim Shady, Marshall Mathers y Ken Kaniff. La serie fue dirigida por Mark Brooks y Peter Gilstrap. 
La voz de la mayoría de los personajes fueron interpretadas por el mismo Eminem, con contribuciones de directores y otros, como Paul Rosenberg y Xzibit.
Debido a la naturaleza explícita de la serie, por la OFLC recibió la clasificación para mayores de 18 años.

## Episodios
- Party Crashers - La banda logra vencer en un partido de basketball a un grupo de niños parodiados de South Park, por lo que Slim Shady decide volver a ellos.

- Plexi Max Extravaganza - La banda va a una arena donde hay un concierto de Pristina Gaguilera (parodia de Christina Aguilera). Marshall quiere ir por su deseo hacia ella, mientras que Ken Kaniff quiere ir a ver un rally de camiones en el mismo centro.

- Dyke Hills Mall - Marshall finalmente se reúne con Pristina Gaguilera en una firma de autógrafos.

- Movie Star Marshall - Un agente cazatalentos llama a Slim Shady para actuar en una película, sin embargo, en un intento de ganar algo de popularidad, Marshall se interpone, mientras que Slim lo pone en su lugar y le da un consejo de amigo.

- Slim Shank Redemption - Una parodia de la revista Oz, donde los chicos se encuentran en la cárcel después de tropezar con un gobierno oculto.

- Ouija Board Blunders - El grupo, mientras busca su PlayStation encuentran una tabla Ouija, que al configurarlo llama a un período de sesiones, entre otras cosas, aparece Gianni Versace y la cabeza de Kurt Cobain, parodiando una línea de la canción de 1999 "Cum on Everybody".

- Devirgination - Slim Shady en conjunto a Marshall hablan sobre una fecha, mientras que Dave encuentra algunos hongos que crecen en las paredes del baño de la caravana.

- Parent-Teacher Night - Un profesor le habla a los padres de Dave sobre la banda con la que se metió en problemas recientemente.

Bonus Episodes:
- The Ass And The Curious

- The Lost Episode

## Intérpretes
- Eminem - (representando sus alter ego) Slim Shady, Marshall Mathers, Eminem y Ken Kaniff además de varios otros personajes
- Mark Brooks - Dave
- Lord Sear - Big D
- Xzibit - Knuckles

Otras voces incluyen a Peter Gilstrap, Janet Ginsburg, Lisa Jenio y Paul Rosenberg.